# CGTN America
CGTN America is een televisiezender van de Chinese publieke omroep China Central Television. De nieuwszender is onderdeel van CGTN en gericht op kijkers in het werelddeel Amerika. Het is de tweede zender van China Central Television die zich richt op een specifiek werelddeel. De eerste zender was CGTN Africa. Beide zenders zijn Engelstalig.
De zender begon op 6 februari 2012 met uitzenden. Het kantoor is te vinden in Washington D.C., de hoofdstad van de Verenigde Staten.

## Televisieprogramma's
- Biz Asia America
- Americas Now
- The Heat
- CCTV NEWS

## Televisiepresentatoren
- Phillip Yin
- Michelle Makori
- Mike Walter
- Elaine Reyes
- Anand Naidoo